# Sergazy Khan
Sergazy Khan fou kan de l'Horda Mitjana Kazakh. Va succeir a Wali Khan quan va morir el 1818.
Va governar un màxim de tres anys sense poder establir el seu poder ni ser reconegut pels russos. Es va declarar vassall del kan de Khivà, cosa que no va tenir cap efecte. El 1821 Gubaidulla Khan es va erigir també en pretendent.